# Cao Shui
Cao Shui, (skriver også under navnet Shawn Cao) (født 5. juni 1982) er en kinesisk digter, forfatter og dramatiker. Repræsenterer moderne kinesisk litteratur og lyrik gennem bevægelsen ”The Greatpoemism”. I sin ”Deklaration of Greatpoem” tilstræber han at integrere religiøse og verdslige opfattelser, østerlandske og vestlige kulturer, antik og moderne kinesisk tænkning. I 2008 opsagde han sit job som journalist og rejste til Tibet og Xinjiang, som efter hans opfattelse er hjertet af Eurasien og verden.  I sin romantrilogi Secret of Heaven fortæller han historien om den menneskelige civilisations udvikling, og trilogien er sammen med Epic of Eurasia og tv-serien King Peacock hans centrale værker. Cao Shui’s forfatterskab er forsøget på at genopbygge en republik – Eurasia, Babelstårnet, De himmelske Kunlun-bjerge - hvor hele menneskeheden kan live i frihed. Cao Shui har udgivet ti romaner, fem digtsamlinger og tre novellesamlinger. Dertil kommer mere end et hundrede manuskripter til tv-serier og film. Han er medlem af China Writers Association, Chine Film Association og Chine Poetry Society. Cao Shui er også redaktør på tidskrifterne “Great Poem” og “Poetry Weekly. Han arbejder fuldtids som forfatter og bor i Beijing.